# Vogt-Schild
Vogt-Schild war ein im Kanton Solothurn beheimatetes Schweizer Medienunternehmen. Es gab die Tageszeitungen Solothurner Zeitung, Grenchner Tagblatt, Langenthaler Tagblatt sowie Berner Rundschau heraus und hielt 40 Prozent der Aktien am Lokalradio Radio 32. Per 1. Januar 2009 wurde die Vogt-Schild Holding AG von der AZ Medien AG übernommen.

## Geschichte
Die Unternehmensgruppe Vogt-Schild beschäftigte rund 330 Mitarbeitende und erzielte 2008 einen Umsatz von 85 Millionen Schweizer Franken. Nebst den erwähnten Tageszeitungen gab sie auch die wöchentlich erscheinenden Zeitungen Azeiger, Grenchner Stadtanzeiger, Wochenblatt für das Birseck und das Dorneck, Wochenblatt für das Schwarzbubenland und Berner Landbote heraus. Zum Verlagsportfolio gehörten zudem die Fachzeitschriften wir eltern, CR Chemische Rundschau, CHemie plus und SwissPlastics.
Das Druckgeschäft von Vogt-Schild (Zeitungsdruck und Kundendruck) wurde bereits 2005 mit demjenigen der AZ Medien zusammengelegt. Vogt-Schild Medien AG wurde zur Solothurner Zeitung AG im Jahre 2010. Seither bestand der Name «Vogt-Schild» weiter in der Unternehmung Vogt-Schild Druck AG mit Standort Derendingen.
2018 brachten die AZ Medien die Vogt-Schild Druck AG in das mit der NZZ-Mediengruppe gegründete Joint Venture CH Media ein, das beiden Gruppen zu gleichen Teilen gehört. Das Joint Venture umfasst unter anderem die Regionalzeitungen und die Radio- und TV-Stationen beider Unternehmen. Die Betriebsaufnahme erfolgte am 1. Oktober 2018.

## Chronik
- 1907: Gründung der G. Vogt und O. Schild, Buch- und Kunstdruckerei (Entstehung der Solothurner Zeitung)
- 1997: Zusammenführung der Vogt-Schild und Habegger zur Vogt-Schild/Habegger Medien AG und Vogt-Schild Holding AG
- 2001: Umstellung der Produktion zu industrieller Fertigung: Einweihung der beiden Druckmaschinen Bogenoffset MAN mit 6 Druckwerken und Lackierwerk und Akzidenz-Rollenoffset Rotoman 55 mit 5 Druckwerken, Vertragsunterzeichnung des Zeitungsverbandes «Mittelland-Zeitung» mit den vier Partnerverlagen Aarau, Olten, Solothurn und Zofingen
- 2006: Gründung Vogt-Schild Druck AG: Am 1. Januar 2006 wird die Vogt-Schild/Habegger Medien AG in die Gesellschaften Vogt-Schild Medien AG und Vogt-Schild Druck AG umgewandelt. Integration der Akzidenzdruckerei der AZ-Mediengruppe in die Vogt-Schild Druck AG. Übernahme der Führungsverantwortung der Druckerei in Aarau (8-Farben-, 10-Farben-BOF, 32-Seiten-Rollenoffset, alles KBA) mit rund 70 Personen.
- 2007: 100 Jahre Vogt-Schild
- 2008: Stilllegung Produktionsstandort Aarau[4]
- 2009: Vogt-Schild geht als 100-%-Tochter zu AZ Medien über[5]
- 2010: Vogt-Schild Medien AG wird in Solothurner Zeitung AG umbenannt[2]
- 2018: Vogt-Schild Druck AG geht an das Joint Venture mit der NZZ-Mediengruppe, CH Media[6], über[3]